# Antona
Antona è una frazione del comune di Massa, in provincia di Massa-Carrara.

## Geografia fisica

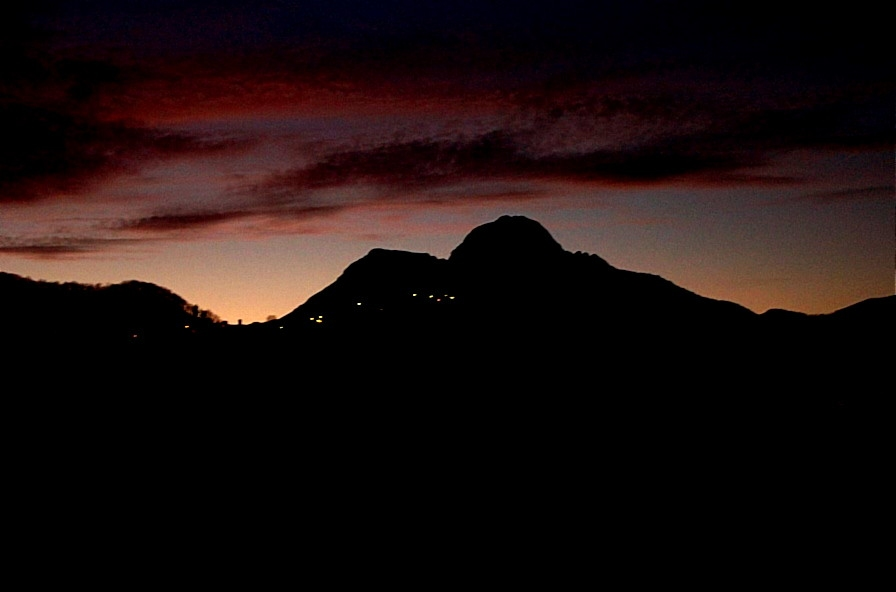
Profilo delle alpi Apuane

Posizionata nella valle del Frigido, a mezza costa del Monte omonimo Antona è costituita da un borgo che si trova a 400 m s.l.m. nelle Alpi Apuane. Vi si arriva attraverso una strada panoramica che si stacca da Massa e procede verso nord est arrampicandosi nel Parco Regionale delle Alpi Apuane e attraversando castagneti e oliveti per continuare snodandosi fra i boschi fino ad Arni e immettersi poi nella strada provinciale che congiunge Castelnuovo di Garfagnana e Forte dei Marmi. Sentieri boschivi consentono il collegamento di Antona con Canevara, Pian della Fioba e San Marcora. È inoltre possibile percorrere la “via della Libertà”, disseminata di ricordi delle lotte partigiane. Dal centro di Antona si arriva in breve a Pian della Fioba, dove è situato l'orto botanico Pellegrini - Ansaldi del Comune di Massa in cui si trovano esemplari floreali delle Alpi Apuane. Più in là, a Tecchia, si inizia un itinerario che porta al passo del Pitone, utilizzato dalle forze partigiane per superare la Linea Gotica. Dal percorso si ammira la dorsale delle Apuane coi monti Sagro, Contrario, Tambura, Sumbra e Altissimo, e il crinale meridionale, coi monti Folgorito e Porta, lungo il quale si snodava il primo tratto occidentale della Linea Gotica.
La vita del borgo è segnata dal silenzio e dall'aria pura, essendo vietato l'accesso alle automobili.

## Storia

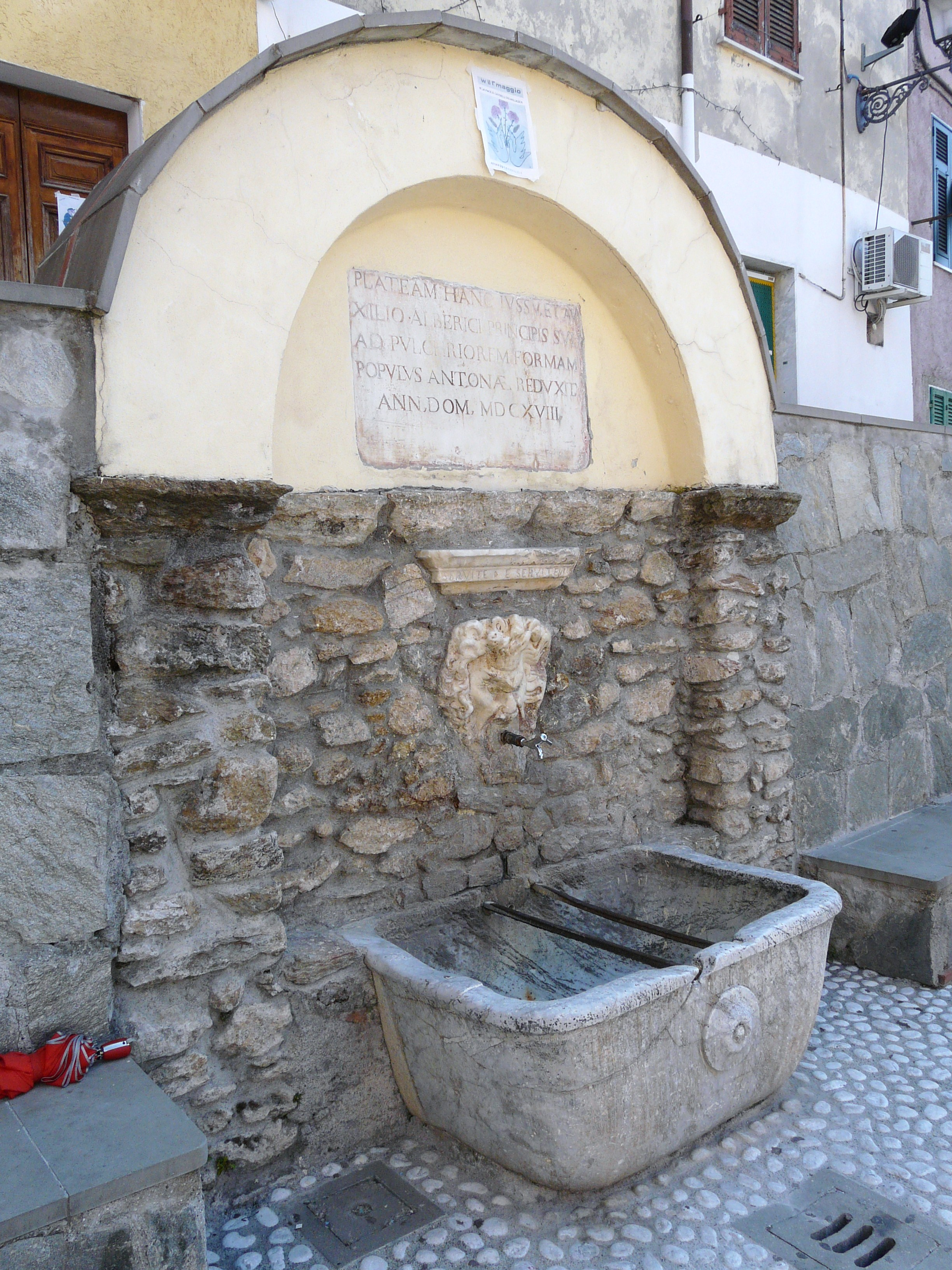
La fontana del paese

Il toponimo probabilmente discende da Antognano, nome presente in un documento che risale al 988 e con il quale si indicavano dei terreni appartenenti al vescovo di Lucca. 
Comune indipendente durante il Medioevo, vide nel territorio lo svolgersi di attività economiche legate alla terra e all'estrazione del ferro, e alla lavorazione della lana e dei panni, a cui seguì nel Cinquecento lo sviluppo dell'industria del cappello e di quelle legate al trattamento del cuoio e del legno. 

La chiesa di San Geminiano (la cui presenza è accertata già dal 1297) costituì il cardine attorno a cui crebbe l'abitato, che nei secoli XV e XVI era difeso da una cerchia muraria che concedeva l'accesso attraverso due porte, Soprana e Sottana, con delle torrette circolari a protezione. 
Durante il XVII secolo, Antona divenne il luogo di vacanza della famiglia dei Malaspina, che la abbellirono installando al centro del borgo una fontana con una grande vasca in Piazza San Rocco.
Nel periodo della Resistenza contro il nazifascismo, Antona fu un centro delle azioni partigiane e diede protezione a migliaia di sfuggiti alla persecuzione politica, e per questo motivo subì rappresaglie e devastazioni. Una lapide posta al Sacrario "La Tecchia" ricorda i partigiani caduti ad Antona, fra cui le medaglie d'oro al valor militare Arnaldo Pegollo, Mario Paolini, Andrea Marchini, Aldo Salvetti e Marcello Garosi.

## Monumenti e luoghi d'interesse

### Chiesa di San Geminiano

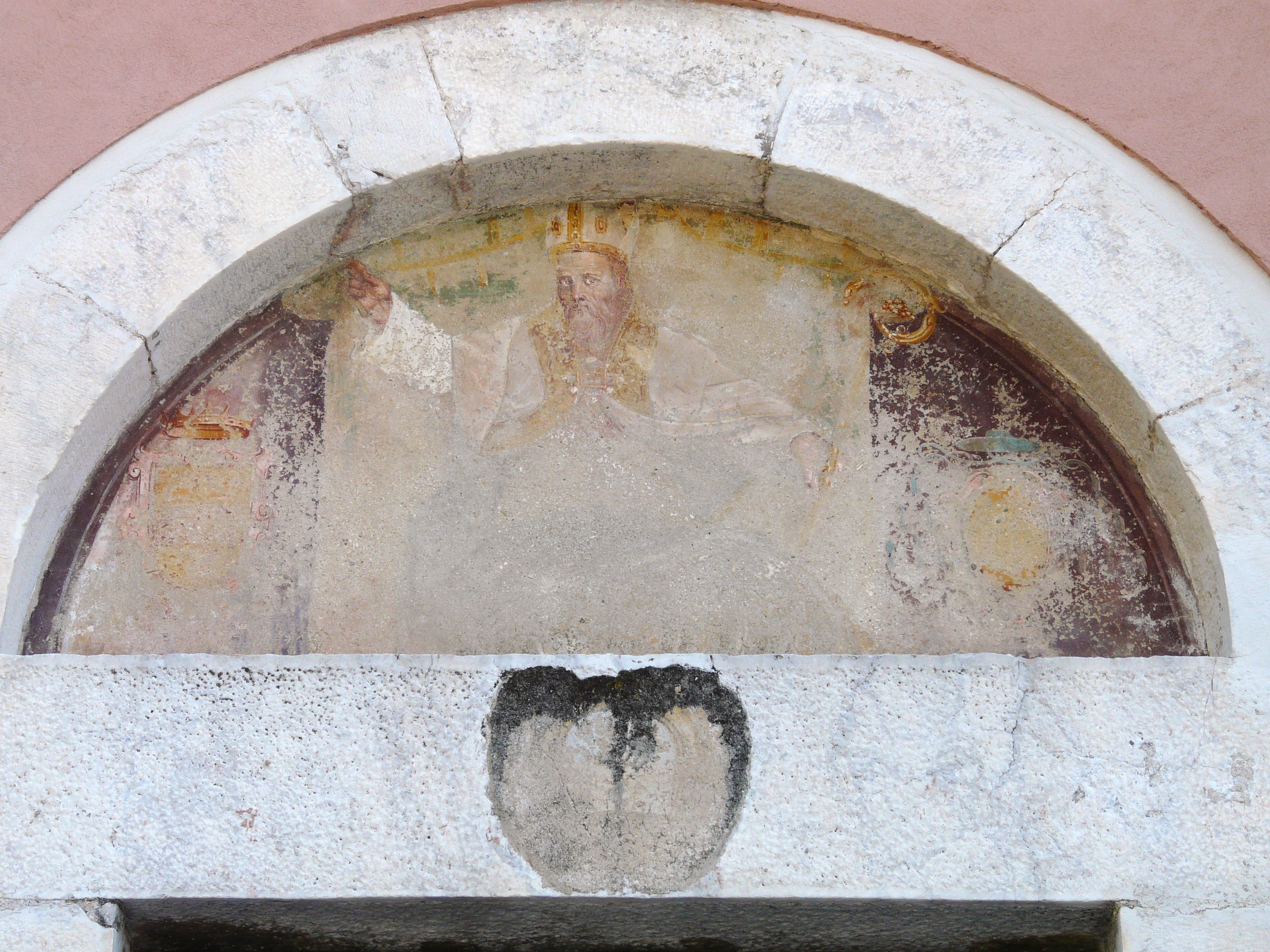
Affresco sulla facciata

La chiesa di San Geminiano sorge su un rialzo roccioso che sovrasta il paese. Originariamente constava di una navata, alla quale nei secoli XV e XVI vennero aggiunte le due navate laterali, dando all'edificio l'aspetto del romanico toscano dell'epoca. Nello stesso periodo la vicina torre che aveva funzione di osservatorio di avvistamento fu ristrutturata come campanile. L'accesso alla chiesa avviene attraverso un portale marmoreo opera dello scultore locale Felice Palma. Di Ippolito Ghirlanda è l'affresco di San Geminiano visibile nella lunetta che sormonta il portale di ingresso. Alla semplicità delle tozze colonne e dei capitelli fanno da contrappeso i ricchi arredi della chiesa: un altare di terracotta invetriata, opera di Benedetto Buglioni, in cui sono rappresentati la Vergine col Bambino e i quattro santi; una balaustra di marmo del Cinquecento, un altare marmoreo risalente al 1711 e intitolato alla Beata Vergine del Rosario, un altro altare dedicato a San Gennaro, in parte affrescato nel 1606 da Francesco Martelli, un fonte battesimale seicentesco che reca il blasone dei Cybo Malaspina e un altro stemma con immagini agropastorali, probabilmente l'insegna di Antona del periodo Medievale.

### Casa Piccianti

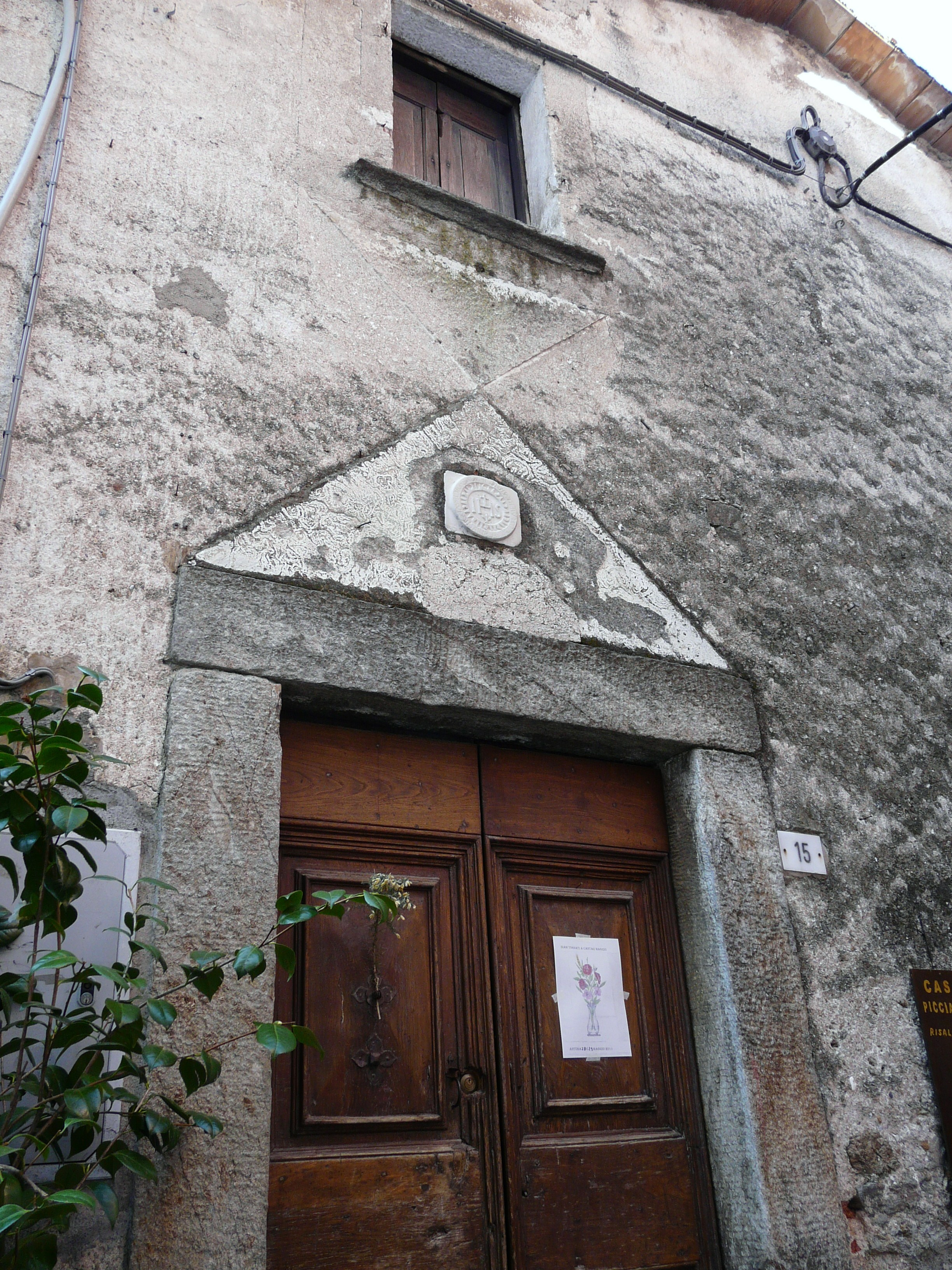
Casa Piccianti

Si tratta di un edificio a quattro piani costruito nel Quattro-Cinquecento e che nasce con funzione di dimora signorile, come si ricava anche dagli interni conservati nella forma originaria. Abbonda la presenza di legno nei pavimenti, nei soffitti e negli arredi; sono presenti un'ampia cucina e le cantine. La casa interpretò ruoli diversi secondo le epoche attraversate: casa nobiliare, rivendita del latte, mensa negli anni della guerra, oggi Circolo sociale che occupa il piano terra. È visibile anche un enorme frantoio a vite utilizzato un tempo per la produzione dell'olio. La casa è ingentilita da un giardino in cui si trovano rose ed erbe aromatiche, e che offre una splendida vista che spazia fino alla costa e al mar Tirreno.

## Cultura

### Eventi
Il Maggio e la raccolta delle castagne appartengono da tempo alla tradizione popolare di Antona.
Il primo era uno spettacolo teatrale in cui gli abitanti del borgo, vestiti con costumi creati da loro stessi, si esibivano narrando storie in versi. I Maggianti erano divisi in compagnie, e si spostavano da un paese all'altro a svolgere le loro recitazioni improvvisate. Il rito vuole celebrare il ritorno della primavera ed è perciò legato alle radici agrarie della cultura di Antona, e si è mantenuto pur con qualche interruzione; da qualche anno i giovani dei villaggi si organizzano per andare in giro in corteo al suono di violini e fisarmoniche.
Anche la raccolta delle castagne era un rito collettivo nel quale gli abitanti di Antona mettevano in comune tutti i frutti raccolti che venivano poi seccati per un periodo di quaranta giorni, durante il quale un fuoco sempre acceso veniva a turno tenuto sotto controllo e poi si procedeva all'eliminazione della buccia tramite la battitura delle castagne raccolte in sacchi che venivano percossi; infine i frutti erano divisi in proporzione alle spettanze di ciascuna famiglia e portati al mulino, così da ottenere pregiata farina. Questa manifestazione è stata assorbita dalla Sagra del Neccio, che si svolge in agosto, e nella quale per tre giorni vengono sfornati castagnacci e torte di castagne, e un padellone di circa due metri di diametro riceve la squisita farina di castagne che viene fritta ottenendo frittelle; cibi accompagnati da ricotta, salumi e altre specialità gastronomiche del luogo, gustati assieme a vino prodotto in zona. Alle vivande si uniscono balli e canti, in una festa che riscuote un grande successo. Il dialetto d’Antona differisce, in parte, per lessico e intonazione, dalla parlata  delle frazioni limitrofe,  e la cultura popolare attribuiva questi particolarismo, a un’antica migrazione di coloni dalla  Corsica.